# 2ガールズ
『2ガールズ』（英: The Incredibly True Adventure of Two Girls in Love）は、1995年に製作されたアメリカ合衆国の映画。

## キャスト
- ランディ・ディーン：ローレル・ホロマン
- ウェンディー：マギー・ムーア
- レベッカ・ディーン：ケイト・スタフォード
- ビッキー：サブリナ・アーテル
- レナ：トビー・ポウザー
- イービー：ニコール・アリ・パーカー
- フランク：メルソン・ロドリゲス